# Auticon
Die Auticon Deutschland GmbH (Eigenschreibweise: auticon) ist ein IT-Dienstleistungsunternehmen, gegründet 2011 in Berlin. Es gilt als erstes Unternehmen in Deutschland, das ausschließlich Fachkräfte im Autismus-Spektrum als IT-Spezialisten in Kundenprojekten einsetzt. Die Tätigkeitsschwerpunkte liegen in den Bereichen Testing & Qualitätsmanagement, Testautomatisierung, Migration und Software-Modernisierung, Data Analysis, Data Science & Business Intelligence, Business Process Management und Compliance sowie Cyber Security. Darüber hinaus unterstützt auticon mit Neurodiversity & Inclusion Services (NIS) in Form von Beratung, Trainings und Coaching andere Unternehmen dabei, neurodivergente Fachkräfte zu beschäftigen. Zu den Kunden von auticon zählen große internationale und DAX Konzerne sowie größere Mittelständler aus Branchen wie Banken & Versicherungen, Automobilindustrie, High-Tech und Elektronik, Medien, Pharma und Chemie, Handel, Logistik sowie Behörden.
Gründer des Unternehmens war Dirk Müller-Remus, er verließ das Unternehmen Mitte 2016. Ab 2013 wurde auticon von Kurt Schöffer als zunächst zweitem, später einzigem Geschäftsführer auf heute sieben Standorte in Deutschland ausgebaut (Berlin, Hamburg, Bremen, Düsseldorf, Frankfurt/Main, München, Stuttgart). Zudem wurden ab 2016 Organisationseinheiten in weiteren europäischen Ländern sowie in Nordamerika und Australien gegründet. Nach dem Zusammenschluss mit dem skandinavischen Unternehmen Unicus im Juni 2023 sind unter dem Dach der auticon Holding GmbH 14 Länderorganisationen an über 30 Standorten mit insgesamt 575 Mitarbeitenden, darunter 456 Autisten und Autistinnen, weltweit aktiv. Die deutsche Organisation ist die auticon Deutschland GmbH. Aktuell beschäftigt sie ca. 125 Mitarbeitende, davon sind rund 100 im Autismus-Spektrum (Stand: August 2023).

## Geschichte
Gegründet wurde das Unternehmen im November 2011 von Dirk Müller-Remus, selbst Vater eines autistischen Kindes, mit Unterstützung des Münchner Ananda Social Venture Funds. Als Vorbild dienten vergleichbare Unternehmen im Ausland, insbesondere die belgische Unternehmung Passwerk.
IT-Experten im Autismus-Spektrum arbeiten seitdem bei auticon in Aufgabenbereichen, die ihren kognitiven Stärken entsprechen, darunter Quality Assurance und Testing, Testautomatisierung, Software- und Anwendungsentwicklung, Data Analytics und Data Science, Prozesse, Compliance und IT Security. Zu den ersten Kunden zählten gleich große Konzerne wie Henkel, Siemens, Bayern LB oder Infineon.
Das Wachstum des Unternehmens in Deutschland und die weitere Expansion ins europäische Ausland, nach Nordamerika und schließlich nach Australien und Neuseeland, trieb dabei maßgeblich Kurt Schöffer voran: Als Geschäftsführer einer kleinen Investmentfirma war er vom Ananda Social Venture Fund eingeladen worden, Partner bei der Gründung von Deutschlands erstem Social Impact Fund zu werden. Die erste Investition des Fonds war in auticon. Nach drei Monaten als Berater übernahm er die Rolle des CEO von auticon, denn er hatte erkannt, wie er mit seinem Geschäftssinn das soziale Problem der Arbeitslosigkeit und Unterbeschäftigung autistischer Erwachsener lösen und das Bewusstsein über ihre Stärken in die Köpfe der Menschen bringen konnte.
Nach dem Aufbau in Deutschland sowie von Standorten in Frankreich und Großbritannien expandierte auticon im Jahr 2016 auch nach Italien und in die Schweiz. 2018 übernahm auticon zwei nordamerikanische Unternehmen, die sich ebenfalls auf die Beschäftigung autistischer Fachkräfte konzentrierten: MindSpark in Los Angeles und Meticulon in Calgary. Es konnten Kunden wie Salesforce und Deloitte gewonnen werden, und auticon überschritt die Zahl von 200+ autistischen Mitarbeitern weltweit. Im Jahr 2019 eröffnete auticon eine Niederlassung in Australien und ging eine Partnerschaft mit Woolworth ein, einem der größten Arbeitgeber dort. Im Juni 2023 schließlich erfolgte der Zusammenschluss mit Unicus, einem skandinavischen Unternehmen, das dort seit 2009 erfolgreich mit ähnlichem Geschäftsmodell agierte. Es kamen dadurch über zehn neue Standorte in Norwegen, Finnland, Schweden und den Niederlanden dazu. Kurz darauf gründete auticon auch in Polen einen Standort. Heute ist das Unternehmen mit fast 600 Mitarbeitern, davon 80 Prozent im Autismus-Spektrum, das weltweit größte IT-Unternehmen, das mehrheitlich Autisten beschäftigt.

## Konzept
auticons Ziel ist eine Gleichstellung autistischer Erwachsener in der Arbeitswelt. Im Vordergrund stehen nicht ihre Herausforderungen und Schwächen, sondern ihre Stärken und ihr hohes Potenzial. auticons Kunden beauftragen IT Services wie bei jedem anderen IT-Dienstleister auch, erleben aber in den Projekten „live“ den Mehrwert von neurodiversen Teams und verstehen, dass die Beschäftigung neurodivergenter Spezialisten auch eine Lösung für den wachsenden Mangel an IT-Fachkräften ist. Das Unternehmen nutzt laut eigenen Angaben spezifische Fähigkeiten und Eigenschaften, die viele Menschen im Autismus-Spektrum aufweisen, als Stärken bei der Bearbeitung passender Aufgaben. Dazu gehören unter anderem ausgeprägtes logisches Denken, ein hohes Detailverständnis, das Erkennen von Strukturen und Mustern sowie Normabweichungen und Fehlern oder die Fähigkeit, lange konzentriert zu arbeiten. Die Fähigkeiten sind individuell ausgeprägt. Das Unternehmen beschäftigt Integrationshelfer (Job Coaches genannt), deren Aufgaben darin liegen, Schnittstelle zwischen den autistischen Mitarbeitern und den Kunden zu sein und bei der Arbeitsplatzgestaltung und Kommunikation zu unterstützen. auticon stellt Mitarbeitende fest ein und beschäftigt sie zu marktüblichen Konditionen.
Das Konzept findet überregionale Anerkennung.

## Auszeichnungen
- 2012: KfW-Award Gründerchampion, Landessieger Berlin.[11]
- 2013: Deutscher IQ-Preis für die Einstellung von Hochbegabten unter den ersten IT-Beratern und für Müller-Remus’ Beitrag, „das Bild von Autisten als Menschen mit vermeintlichen Schwächen durch eine positive Sicht zu ändern“.[12]
- 2014: Deichmann-Förderpreis für Integration für den Einsatz von Autisten, der einen Mehrwert darstellt und zu messbar besseren Arbeitsergebnissen in den Teams führt. „Ein Ansatz, der ganz im Sinne des Förderpreises ist und die Jury daher überzeugt hat“, begründete Heinrich Deichmann die Entscheidung.[13]
- 2014: Innovators’ Pitch des Bundesverbands Informationswirtschaft, Telekommunikation und neue Medien in der Kategorie B2B für die Angebote, die sich an Geschäftskunden wenden.[14]
- 2015: New Work Award von XING: Der Award zeichnet per Online-Abstimmung Unternehmen aus, die Arbeit innovativ organisieren und so Vorbild für andere Unternehmen sind.[15]
- 2015: Die Initiative Deutschland – Land der Ideen zeichnet gemeinsam mit der Deutschen Bank Projekte aus, die Lösungen für die Herausforderungen des digitalen Wandels bereithalten.[16]
- 2015: Der Gründer der auticon GmbH, Dirk Müller-Remus, wurde mit dem Sonderpreis des Deutschen Gründerpreises 2015 ausgezeichnet.[17]